# Efecte Orton
En fotografia i edició d'imatges, es denomina efecte Ortono o simplement Orton a la combinació d'una mateixa imatge superposades dos en dos cops: una tacada o desenfocada (en anglès blurred) i una altra sobreexposada, donant com a resultat una fotografia amb alts i baixos nivells de detalls per una mateixa imatge. L'efecte porta el nom del fotògraf que va originar la tècnica, Michael Orton.
Entusiastes de la fotografia han adoptat la tècnica i utilitzen programes d'edició de fotos per a replicar. Alguns han modificat la tècnica per aplicar selectivament la tècnica, la producció d'imatges que tenen les regions d'enfocament nítid i alt nivell de detall i les regions d'intensa visió borrosa.
Efectes derivats de la tècnica d'Orton pot ser el desenfocament radial, lineal o gaussià, donant diversos efectes per a una mateixa tècnica.

## Història
La tècnica fou creada en l'època en la qual s'utilitzaven els carrets, així doncs, el seu origen no prové de la era ja digitalitzada, sinó que amb el pas del temps ha sigut adaptada. A més, la idea inicial consistia en aconseguir un efecte pictòric, concretament, aquell que s'aproximés a les aquarel·les, deixant de buscar doncs el realisme d'aquells temps i innovant amb un aire pictoricista d'ambient màgic i de somni.
Per això, tot i que ara Adobe Photoshop ha recreat aquest mateix efecte, aleshores, la tècnica original es basava en la intercalació de dos o tres transparències de la mateixa composició. És per aquest motiu que un trípode era fonamental, doncs aquesta tècnica implicava manipular l'enfocament i la distància focal sense moure la càmera. De la mateixa manera, treballar amb un objectiu zoom era realment imprescindible, perquè aquest mateix permetia realitzar el canvi d'enfoc i que, a l'alterar la mida dels objectes o persones fotografiades, el resultat no fos fet malbé.
Aquestes imatges devien presentar-se amb certes característiques: la primera fotografia havia de contenir el detall, estar enfocada i, alhora, sobreexposada, mentre que, la segona, devia tenir el color, presentar-se desenfocada i estar, també, sobreexposada.